# Ураниборг

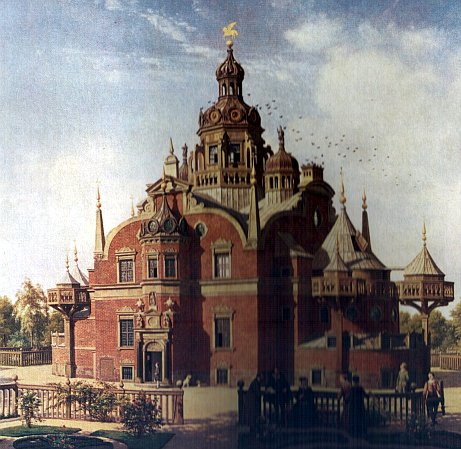
Ураниборг

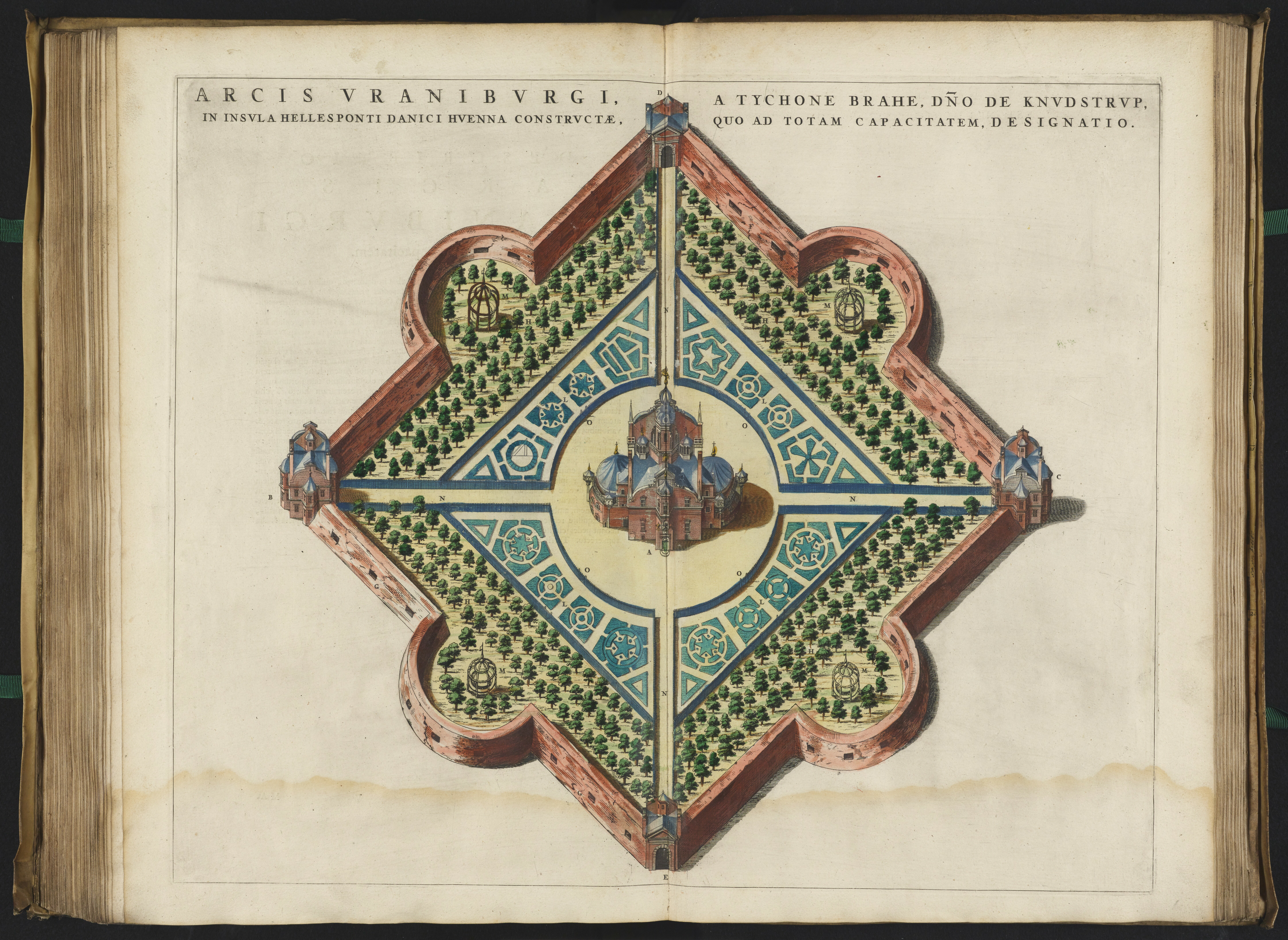
План Ураниборга

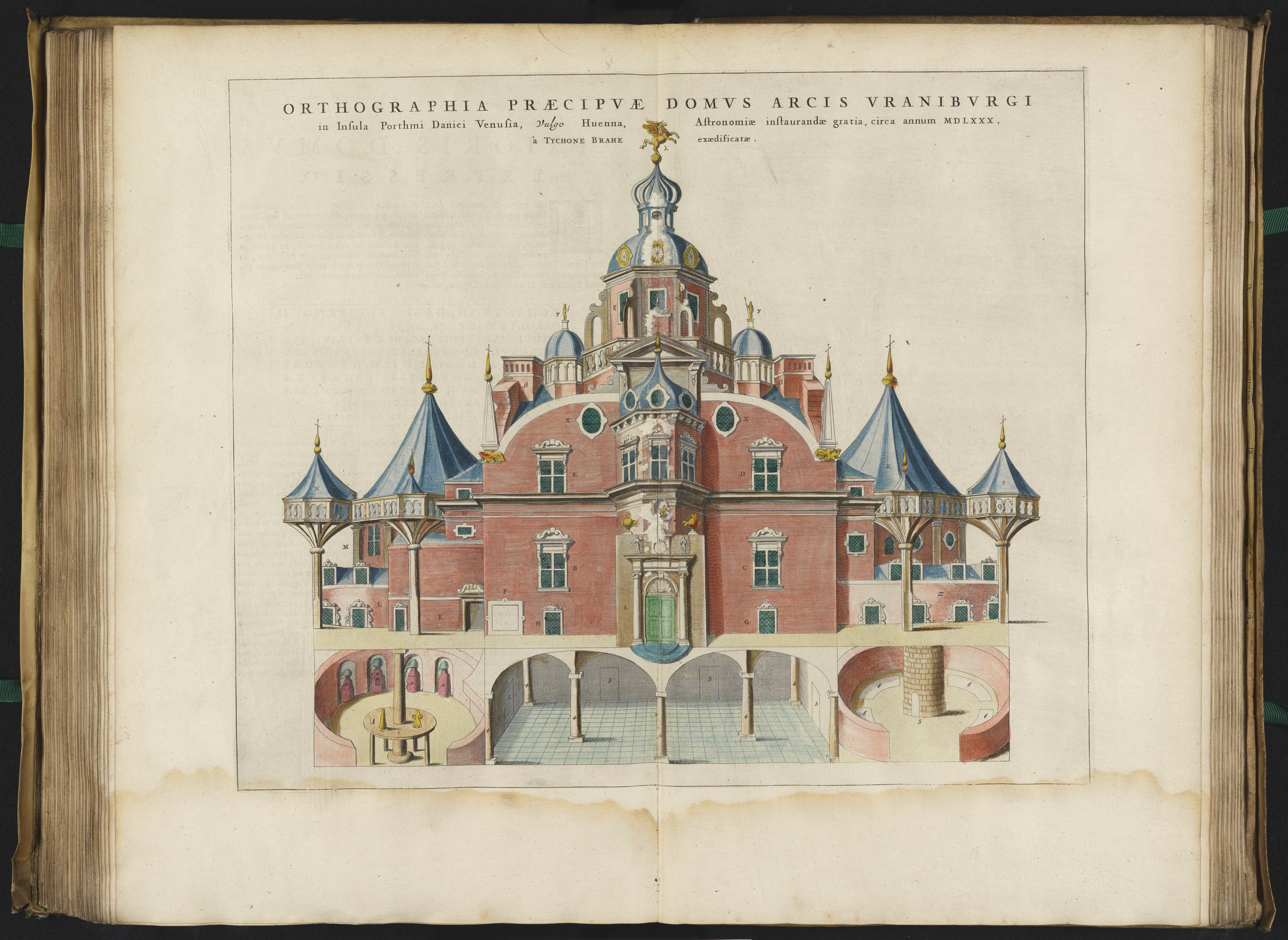
Главное здание

Ураниборг (дат. Uranienborg, Небесный замок) — обсерватория Тихо Браге, построенная в 1576 на острове Вен в проливе Эресунн около Копенгагена.
Остров Вен был пожалован Браге королём Фредериком II, он же оказывал финансовое содействие при постройке обсерватории.
Закладка «Небесного замка» состоялась 8 августа 1576 года. Его строительство велось по проекту Тихо Браге и под его наблюдением. Это было первое в Европе здание, специально построенное для астрономических наблюдений. Тихо назвал свою обсерваторию Ураниборг — в честь древнегреческой музы Урании. Несмотря на трудности с доставкой морем строительных материалов, уже в следующем году часть помещений была готова.
«Небесный замок» был трёхэтажным. На первом этаже помещались комнаты для учёного и членов его семьи, библиотека, зимняя столовая и кухня, на втором — летняя столовая, комнаты для гостей и четыре обсерватории для астрономических наблюдений, на третьем располагались восемь комнат для сотрудников и учеников. В подвале размещались лаборатории для производства химических и иных опытов. На все этажи подавалась вода при помощи насоса, что было роскошью для того времени. Даже королевский замок не имел водопровода.
В отдельно стоящих зданиях находились жилые помещения для слуг и рабочих, мастерские для изготовления и ремонта инструментов, типография и бумагоделательная фабрика.
Энергию она получала от водяной мельницы, которая одновременно приводила в движение жернова для помола зерна и мялки для выделки кож, шедших на изготовление переплётов книг. (Научные труды Тихо Браге здесь же на острове набирались, печатались и одевались в кожаные переплёты.)
В 1597 году новый король Дании Кристиан IV лишил Тихо Браге финансирования и запретил ему заниматься астрономией на острове Вен, в результате чего Браге был вынужден покинуть Ураниборг. Через несколько лет Ураниборг и все связанные с ним постройки были полностью разрушены. В наше время они частично восстановлены.